# 일리아 차프차바제
일리아 그리골리스 제 차프차바제(조지아어: ილია გრიგოლის ძე ჭავჭავაძე, 러시아어: Илья́ Григо́рьевич Чавчава́дзе 일리야 그리고리예비치 찹차바제[*], 1837년 10월 27일~1907년 9월 12일)는 조지아의 정치인, 언론인, 출판인, 작가, 시인으로 19세기 후반에 조지아 민족주의의 부활을 주도하고 차르 통치의 마지막 수십 년 동안 조지아어 언어, 문학, 문화의 생존을 지켜냈다. 그는 조지아의 구국영웅이자 국부로 평가받는다.
'테르그달레울레비(თერგდალეულები)'라는 현대 청년 지적 운동의 지도자로 활동했다. 그들은 조지아에 현대와 유럽의 자유주의 이상을 전파했다. 일리아 차프차바제는 사카르트벨로스 모암베(საქართველოს მოამბე Sakartvelos Moambe)와 이베리아(ივერია Iveria)라는 두 개의 현대 신문을 창간했다. 그는 조지아 최초의 금융 기관인 트빌리시 토지 은행을 창설하는 데 중요한 역할을 했다. 30년 동안 그는 이 은행의 회장으로 재직하면서 조지아에서 열린 대부분의 문화, 교육, 경제 및 자선 행사에 자금을 지원하고 홍보했다.
조지아어로 가르치는 학교를 설립한 조직인 "조지아인들 사이에 문해력 확산을 위한 사회"의 설립에도 참여했다. 이는 조지아에서 러시아 제국의 러시아화 정책을 중단시키는 데 중요한 역할을 했다.
유럽 전역의 동시대 자유주의 운동에서 영감을 받은 차프차바제는 조지아인들 사이에서 민족적, 자유주의적 이상을 일깨우는 방향으로 많은 노력을 기울였다. 차프차바제는 그의 신문 이베리아와 조지아에서 출판된 다른 정기 간행물에 게재된 수많은 기사의 저자였다. 그의 기사에서 차프차바제는 문학, 교육, 연극, 정치, 경제, 시사 문제에 대해 논의했다. 자치, 사법 제도, 사회 문제, 인권, 여성의 권리, 시민 운동에 대한 그의 견해는 시대를 앞서갔으며 조지아의 국가 정체성에 기여했다. 그는 러시아화로부터 조지아 언어와 문화를 헌신적으로 보호한 사람이었다. 그는 조지아 문화와 시민 민족주의의 주요 공헌자로 간주된다.
1905년 러시아 혁명 동안 차프차바제는 제국 국무원의 조지아 귀족 대표로 선출되었다. 그러나 그는 특정 사회계층만이 아니라 국민 전체를 대표하겠다고 밝혔다. 그는 사형에 반대하고 조지아의 자치권을 위해 로비 활동을 벌였다.
차프차바제는 므츠헤타 근처의 치차무리에서 암살자 집단에 의해 살해되었다. 그의 살인에 대한 자세한 내용은 여전히 논쟁의 대상이다. 그의 유산은 조지아 사람들의 폭넓은 존경을 얻었다. 1987년에 그는 조지아 정교회에 의해 의로운 일리아(조지아어: წმინდა ილია მართალი, tsminda ilia martali)로 시성되었다. 오늘날 조지아인들은 차프차바제를 "왕관이 없는 왕(조지아어: უგვირგვინო მეფე, ugvirgvino mepe)"과 "국가의 아버지"로 존경한다.

## 같이 보기
- 조지아의 역사